# 涅列尼
50°57′20″N 33°41′32″E / 50.95556°N 33.69222°E
內萊內（羅馬化：Neleny）是位於烏克蘭北部蘇梅州羅姆內區內德里海利夫市鎮的村莊。該村處於胡斯季河畔，分別距離亞基門基和澤列納季布羅瓦0.5公里，海拔高度179米，2001年人口21。